# Eggen, Frauenstein
Eggen je naselje v Občini Frauenstein v Okraju Šentvid ob Glini na Koroškem v Avstriji.